# Burg Neu-Elkerhausen
Die Burg Neu-Elkerhausen ist der Rest einer Höhenburg auf dem so genannten „Schartenberg“ bei rund 160 m ü. NN bei Gräveneck, einem Ortsteil von Weinbach im hessischen Landkreis Limburg-Weilburg.

## Geschichte
Nachdem 1352 die Herren von Elkerhausen ihre Stammburg Burg Elkerhausen (zur Unterscheidung auch einfach Alt-Elkerhausen genannt) verloren hatten, erbauten sie als Diezer Lehen auf dem Schwartenberg die Burg Neu-Elkerhausen.
Da sie sich aber durch zahlreiche Raubüberfälle bei den mächtigeren Herren der Umgebung missliebig gemacht hatten, sollten sie 1381/82 dafür bestraft werden. Dazu brachten Landgraf Hermann II. von Hessen und Graf Ruprecht VII. von Nassau-Sonnenberg, der 1381 von König Wenzel zum Landvogt der Wetterau ernannt worden war, eine Koalition zusammen, der auch Grafen von Solms, Johann II. von Limburg und Dietrich III. von Runkel angehörten. Sie errichteten 1381 auf der gegenüber liegenden Lahnseite eine Belagerungsburg, die Steuerburg.
Die Herren von Elkerhausen ihrerseits fanden Unterstützung vom Pfalzgrafen Ruprecht I. bei Rhein und den Grafen Wilhelm II. und Dieter VIII. von Katzenelnbogen, Simon III. und Johann IV. von Sponheim und Johann I. von Nassau-Dillenburg. Es gelang ihnen sogar, die Steuerburg bereits im Jahr 1382, dem Jahr nach ihrem Bau, durch Brandstiftung zu zerstören. Sie wurde nicht wieder aufgebaut, und die Belagerer gaben ihr Vorhaben, die Burg der Elkerhausener zu zerstören, auf.
1395 wurde unter Graf Philipp I. von Nassau und dessen Verbündeten erneut eine Trutzburg gegenüber der Burg Neu-Elkerhausen errichtet, die Burg Gräveneck, und im folgenden Jahr wurde das Raubritternest erobert und zerstört.
Die Reste der Ringmauer und der Stumpf des quadratischen Bergfrieds sind frei zugänglich.